# Das Geheimnis der schwarzen Masken
Das Geheimnis der schwarzen Masken ist eine Dramatisierung von Karl Mays Erzählung Der Grenzmeister aus Band 43 der Gesammelten Werke, seinerseits eine Bearbeitung der Erzgebirgischen Dorfgeschichte Im Sonnenthau.
Die Inszenierung entstand in Zusammenarbeit mit dem Theaterpädagogischen Zentrum Stollberg und der Theatergruppe „Thea(l)ternative“.

## Inhalt (der Dorfgeschichte)
Heiner kehrt in seinen Heimatort zurück. Dort merkt er, dass der „Grenzmeister“ als Oberhaupt einer Schmugglerbande die Leute in Angst und Schrecken versetzt, da er u. a. einst den Thorbauern Schubert durch Schießpulver blendete.
Heiner, der die Tochter Schuberts liebt, stellt fest, dass sein Stiefvater Oppermann der „Grenzmeister“ ist. Während dieser will, dass sein Sohn Schmuggler wird, will Heiner den Vater von seinen Taten abbringen. Oppermann versucht daraufhin, den Mitwisser in eine Schlucht zu stürzen.
In einem Tal sucht Schubert Sonnentau zur Linderung für seine verletzten Augen. An diesem Ort kehrt seine Erinnerung an den Anschlag zurück und er kann das Versteck des „Grenzmeisters“ entdecken. Mit Hilfe des Militärs wird dieser gestellt. Beim Kampf wird nun auch der „Grenzmeister“ Oppermann geblendet und stürzt in die Schlucht, die schon vielen seiner Opfer zum Verhängnis wurde.